# Druhotný software
Druhotný software (též použitý software/software z volného trhu) označuje legální rozmnoženinu software obchodovanou na volném trhu, u které již došlo k vyčerpání autorských práv jejím prvním prodejem, a která je dále prodávána. V tomto kontextu je důležitější než samotný software právě ono právo k užívání programu. 
Přebytek softwaru může vzniknout jednak v důsledku ukončení činnosti, reorganizace a rušení pracovních míst u prvního majitele, ale také v důsledku změn používaných systémů, přechodu na cloudové služby apod. Společnost, která jej uvádí na trh, může také sledovat cíl prodeje přebytků vyplývajících z nákupu multilicenčních balíčků. Kromě přímých prodejů mezi společnostmi existují i specializovaní prodejci (software broker), kteří po zakoupení takového softwaru dále nabízejí jeho nákup dalším zájemcům. Největším obchodníkem s druhotným softwarem v regionu Střední a východní Evropy je společnost Forscope a.s.. 
Motivací k nákupu druhotného software je nejčastěji nižší cena než při nákupu přímo od výrobce nebo skutečnost, že výrobce již nenabízejí starší verze, případně zcela ukončili poskytování dalších perpetuálních licencí, které by daný subjekt chtěl používat. Obchod s druhotným softwarem může probíhat také mezi fyzickými osobami. Pokud jsou v některých licenčních smlouvách obsaženy případné zákazy dalšího prodeje, jsou takováto ujednání v rozporu s právem EU a jako taková jsou neplatná.

## Právní situace
Směrnice 2009/24/ES Evropského parlamentu a Rady ze dne 23. dubna 2009 o právní ochraně počítačových programů  v čl. 4 odst. 2 stanoví, že "První prodej rozmnoženiny počítačového programu ve Společenství provedený nositelem práv nebo s jeho svolením je vyčerpáním práva na šíření této rozmnoženiny v rámci Společenství s výjimkou práva na kontrolu dalšího pronájmu počítačového programu nebo jeho rozmnoženin." Totožný text obsahovala již předchozí směrnice Směrnice Rady ze dne 14. května 1991 o právní ochraně počítačových programů (91/250/EHS)
Soudní dvůr Evropské unie (SDEU) v rozhodnutí ze dne 3. července 2012 potvrdil, že obchod s druhotným softwarem je přípustný i v případě softwaru, který byl přenesen online.
Podle odůvodnění rozsudku se princip vyčerpání autorského práva vztahuje na každý první prodej softwaru. SDEU rovněž rozhodl, že druhý nabyvatel si může znovu stáhnout softwarové licence přenesené online přímo od výrobce a vyčerpání práva na šíření vztahuje i na všechny prvnímu majiteli poskytnuté aktualizace a vylepšení. Soudní dvůr rovněž konstatoval, že "každý následný nabyvatel rozmnoženiny, ve vztahu k níž je právo nositele autorského práva na rozšiřování vyčerpáno, je v tomto smyslu oprávněným 
nabyvatelem. Může tudíž do svého počítače stáhnout rozmnoženinu, která mu byla prodána prvním nabyvatelem."  

## Udržitelnost
S příchodem pojmu ESG, CSRD směrnice, a udržitelného a sociálně odpovědného nákupu a veřejného zadávání je od 20. let 21. století druhotný software vnímán stále více také jako součást cirkulární ekonomiky. Druhotný software mimo jiné pomáhá snižovat množství vznikajícího odpadu tím, že umožňuje prodloužení životního cyklu hardwaru.  Na rozdíl od jiných komodit u software nedochází užíváním k žádnému snížení kvality. Trvalá udržitelnost a odpovědnost se dělí na ekonomickou, environmentální a sociální. Druhotný software brání zbytečné výrobě nových fyzických nosičů, snižuje náklady veřejného i soukromého sektoru a tím pomáhá uvolnit finanční prostředky na jiné potřebné projekty a  pomáhá udržovat peníze v lokální ekonomice. V případě software vyvíjeného společnostmi ze zemí mimo EU přispívá také ke snižování obchodního schodku na službách s těmito třetími zeměmi.

## Veřejné zakázky
Úřad pro ochranu hospodářské soutěže rozhodl, že veřejný zadavatel nebyl oprávněn požadovat pouze "nový" software.  Obdobné rozhodnutí bylo vydáno i v Německu. 

## Princip vyčerpání práv k duševnímu vlastnictví
Princip vyčerpání autorských práv se uplatňuje na celém území Evropské unie a obdobně platí také ve Švýcarsku.
Směrnice o softwaru platná v EU stanoví povinné uplatňování principu vyčerpání práv na software. To znamená, že jakmile autor jednou prodá kopii programu, jeho právo na další šíření této kopie zaniká. Protože autor již za své dílo obdržel odměnu, nemůže další šíření kontrolovat ani zakázat jeho další prodej. To platí jak pro software poskytovaný online, tak pro software prodávaný na fyzickém nosiči dat. Takto rozhodl Soudní dvůr Evropské unie ve svém rozsudku ze dne 3. července 2012.